# Mansão Máximos
A Mansão Máximos (em grego Μέγαρο Μαξίμου) é um edifício neoclássico que se situa no centro de Atenas, na Grécia, perto da Praça Sintagma. O edifício alberga os escritórios da presidência do conselho de ministros e é a residência do primeiro-ministro do país desde 1982.
A localização exata é o número 19 da rua Herodes Ático (em grego Οδός Ηρώδου Αττικού), na capital helénica, Atenas, na região de Ática, a alguns passos do Palácio Presidencial e do Jardim Nacional.